# Agro (banda)
Agro es una banda de thrash metal de origen Sudafricano de la ciudad de Johannesburgo que inició sus actividades el año de 1994 con gran acogida por el gremio del metal en Sudáfrica.
Su primer trabajo discográfico se llamó From Within bajo la producción de "Evolution Records" en el año de 1995; de este trabajo destacó el tema Lean on me. En el año de 1998 lanzan con el mismo sello discográfico el álbum de estudio titulado Eyes —que contenía diez temas en total y una duración de 43.23 minutos— que le permitió consolidarse como una de las bandas más representativas de Sudáfrica. 
Para el año 2000 lanzan su tercer trabajo discográfico titulado The Tree. Tres años después cambian al sello discográfico por “Lost Agony Records” con el que lanzan al mercado Forthcoming; un año después lanzan con el sello “ENT Entertainment” Gouda than Hell, que contenía quince canciones. En el año 2006, con la producción de “Armageddon Music” se lanza al mercado su trabajo más internacional titulado Ritual 6, que contenía con once temas, destacando Time Heals Old Wounds —que se eligió como tema para su video promocional. De este trabajo también se destaca la canción C7511.
Agro empezó con presentaciones en Johannesburgo haciendo sus primeras actuaciones en festivales y conciertos benéficos organizados por el gobierno Sudafricano; ya al año 2006 contaban con más de 300 presentaciones en su país y en Europa.
Los integrantes de su último trabajo “Ritual 6” son: Cliff Crabb como vocalista, Shane Pennicott en la guitarra, Robert Riebles en el bajo, Grant Merricks en la batería y Nick Vassilev en el teclado. 
A mediados del 2009 iniciaron los trabajos de lo que será su más reciente producción.

## Miembros
- Cliff Crabb – Vocal
- Shane Pennicott – Guitarra
- Robert Riebles – Bajo
- Grant Merricks – Batería
- Nick Vassilev - Teclado

## Discografía
- 1995 From Within
- 1998 Eyes
- 2000 The Tree
- 2003 Forthcoming
- 2004 Gouda Than Hell
- 2006 Ritual 6
- 2010 Rewriting History